# Sława (gmina)
Sława – gmina miejsko-wiejska w województwie lubuskim, w powiecie wschowskim. W latach 1975–1998 gmina położona była w województwie zielonogórskim.
Siedziba gminy to Sława.
Według danych z 30 czerwca 2004 gminę zamieszkiwały 12 144 osoby. Natomiast według danych z 31 grudnia 2020 roku gminę zamieszkiwały 12 639 osoby.

## Struktura powierzchni
Według danych z roku 2002 gmina Sława ma obszar 326,78 km², w tym:
- użytki rolne: 41%
- użytki leśne: 49%

Gmina stanowi 52,3% powierzchni powiatu.

## Demografia
Dane z 31 grudnia 2020:
| Opis                              | Ogółem | Ogółem | Kobiety | Kobiety | Mężczyźni | Mężczyźni |
| --------------------------------- | ------ | ------ | ------- | ------- | --------- | --------- |
| jednostka                         | osób   | %      | osób    | %       | osób      | %         |
| populacja                         | 12 639 | 100    | 6 386   | 50,5    | 6 253     | 49,5      |
| gęstość zaludnienia (mieszk./km²) | 37,2   | 37,2   | 18,8    | 18,8    | 18,3      | 18,3      |

- Piramida wieku mieszkańców gminy Sława w 2020 roku.

## Miejscowości sołeckie
Bagno, Ciosaniec, Droniki, Gola, Krążkowo, Krzepielów, Krzydłowiczki, Kuźnica Głogowska, Lipinki, Lubiatów, Lubogoszcz, Łupice, Nowe Strącze, Przybyszów, Radzyń, Spokojna, Stare Strącze, Szreniawa, Śmieszkowo, Tarnów Jezierny, Wróblów

## Pozostałe miejscowości i ich części
Cegłówko, Ciepielówek, Dąb, Dębczyn, Dębowo, Dębina, Dzików, Głuchów, Jutrzenka, Kamienna, Krepina, Krzydłowiczki, Myszyniec, Polanica, Przydroże, Tarnówek, Zwierzyniec

## Sąsiednie gminy
Kolsko, Kotla, Nowa Sól, Przemęt, Siedlisko, Szlichtyngowa, Wijewo, Wolsztyn, Wschowa